# Лінда Ґрант
Лінда Ґрант, або Лінда Грант (англ. Linda Grant; 15 лютого 1951, Ліверпуль) — британська письменниця і журналістка.

## Життєпис
Її предками були євреї-емігранти з Польщі та Росії. Спочатку вона відвідувала Belvedere Academy (Girls' Day School Trust) у Ліверпулі та вивчала англійську мову в Йоркському університеті в Йорку з 1972 до 1975 року. У 1977 році вона поїхала до Канади і продовжила навчання в Університеті Макмастера в Гамільтоні, отримавши ступінь магістра мистецтв (MA). У 1984 році закінчила аспірантуру в Університеті Саймона Фрейзера у Ванкувері. У 1985 році вона повернулася до Великої Британії і почала працювати журналісткою у газеті Ґардіан. З 1995 по 2000 працювала там фейлетоністом, у тому числі в період 1997-1998 років оглядачем у G2.
Лінда Ґрант дебютувала в 1993 році з монографією Сексуалізація тисячоліття. Сексуальна революція. Історія та утопія (англ. Sexing the Millennium. A Political History of the Sexual Revolution). Далі з-під її пера з'явилося більше наукової та художньої літератури. Вона отримала великі нагороди за романи «Коли я жила в новітні часи» та «Одяг на їхніх спинах». У 2003 році вона поїхала до Ізраїля і стала автором книги «Люди на вулиці. Письменницький погляд на Ізраїль». Вона є давнім членом Королівського літературного товариства. У 2012 році Йоркський університет присудив їй звання почесного доктора.

## Твори

### Наукові твори
- Sexing the Millennium. A Political History of the Sexual Revolution. HarperCollins U.K., London 1993↵
- Remind Me Who I Am. Again Granta Books, London 1998
- The People on the Street. A Writer's view of Israel. Virago Press, London 2006
- The Thoughtful Dresser. Virago Press, London 2009

### Художня література
- The Cast Iron Shore. Granta Books, London 1995
- When I Lived in Modern Times. Granta Books, London 2000
- Still Here. Little Brown May, London 2002
- The Clothes on their Backs. Virago Press, London 2008
- We Had It So Good. Virago Press, London 2011
- Upstairs at the Party. Virago Press, London 2014
- A Stranger City. Virago Press, London 2019

## Премії та нагороди
- 2000: Помаранчева премія за художню літературу за «When I Lived in Modern Times».
- 2001: Jewish Quarterly-Wingate Prize в категорії художня література за книгу «Коли я жив у новітні часи»
- 2006: Премія Lettre Ulysses у категорії «Репортаж» за «Люди на вулиці. Письменницький погляд на Ізраїль»
- 2009: Премія South Bank Sky Arts Award за The Clothes on Their Backs
- 2009: Номінація на Букерівську премію за The Clothes on Their Backs
- 2012: Почесний докторат Йоркського університету
- 2020: Літературна премія Вінґейта за «Чуже місто».

## Вебпосилання
- Бібліографія. Лінда Ґрант // Німецька національна бібліотека
- Linda Grant (Präsenz) [Архівовано 18 червня 2022 у Wayback Machine.] (englisch)
- Linda Grant – About the Author [Архівовано 19 червня 2019 у Wayback Machine.] (englisch)
- Autorenprofil auf Babelio [Архівовано 18 червня 2022 у Wayback Machine.] (französisch)